# 500일 계획
500일 프로그램(러시아어: программа "500 дней")은 시장 경제로의 이행을 통해 소련의 경제 위기를 극복하기 위한 충격 요법 프로그램이었다. 2년 안에 소련을 포괄적으로 변화시키려 했으나, 궁극적으로 소련 붕괴의 요인이 되었다.

## 역사
이 프로그램은 스타니슬라프 샤탈린, 그리고리 야블린스키(p. 199) 및 예브게니 야신을 포함한 경제학자 그룹에 의해 제안되었다. 저자들에 따르면, 소련은 "개혁이 아니라 재건되어야 했다."(p. 199) 500일 프로그램은 2년 이내에 소련을 포괄적으로 변화시키기 위한 경제 쇼크 요법의 한 형태를 구현하기 위해 제안되었다.(p. 199)
이 프로그램은 미하일 고르바초프의 경제 고문이었던 스타니슬라프 샤탈린의 지휘 아래 작업 그룹에 의해 추가로 개발되었다. 프로젝트 작업을 시작하기 전에 샤탈린은 고르바초프가 소련 경제를 급진적으로 개혁하는 데 진지하다는 확신을 받았다.
따라서 1990년 8월, 이 그룹은 "시장으로의 전환"이라는 제목의 400페이지 보고서를 발표했다. 이 보고서는 야블린스키가 이전에 준비했던 "400일 프로젝트"를 기반으로 했으며, 500일 안에 현대 시장 경제의 기반을 마련할 의도였기 때문에 구어적으로 "500일 프로그램"으로 알려졌다. 이 보고서는 경쟁 시장 경제의 창출, 대규모 사유화, 시장에 의해 결정되는 가격, 세계 경제 시스템과의 통합, 연방 정부에서 공화국으로의 대규모 권력 이양, 그리고 다른 많은 급진적인 개혁을 요구했다.
500일 프로그램은 즉시 보리스 옐친의 전폭적인 지지를 얻었고, 미하일 고르바초프는 회의적인 지지를 보였다. 얼마 지나지 않아 각료회의 의장인 니콜라이 리시코프는 이를 공개적으로 부인했다.
궁극적으로 이 쇼크 요법 계획은 소련의 붕괴에 기여하는 요인이 되었다.(p. 199)

## 저자
- 스타니슬라프 샤탈린, Станислав Сергеевич Шаталин
- 니콜라이 페트라코프, Николай Яковлевич Петраков
- 그리고리 야블린스키, Григорий Алексеевич Явлинский
- 세르게이 알렉사셴코, Сергей Владимирович Алексашенко
- 안드레이 바빌로프, Андрей Петрович Вавилов
- 레오니트 마르코비치 그리고리예프, Леонид Маркович Григорьев
- 미하일 미하일로비치 자도르노프, Михаил Михайлович Задорнов
- 블라들렌 마르티노프, Владлен Аркадьевич Мартынов
- 블라디미르 마시치츠, Владимир Мащиц
- 알렉세이 미하일로프, Алексей Юрьевич Михайлов
- 보리스 표도로프, Борис Григорьевич Фёдоров
- 타티야나 야리기나, Татьяна Владимировна Ярыгина
- 예브게니 야신, Евгений Григорьевич Ясин

## 같이 보기
- 우스코레니예
- 페레스트로이카
- 글라스노스트
- 소련의 역사 (1985년 ~ 1991년)
- 국민 경제 발전 5개년 계획
- 소련의 붕괴
- 소련의 선전
- 1998년 러시아 금융 위기
- 8월 쿠데타
- 1993년 러시아 헌정위기
- 국가 붕괴
- 러시아 소비에트 연방 사회주의 공화국
- 경제 전환
- 그리고리 야블린스키

### 인용 문헌
- James A. Dorn (1991). 《From Plan to Market: The Post-Soviet Challenge》. 《The Cato Journal》 11.

## 추가 자료
- Shatalov, Sergei. (1991). Privatization in the Soviet Union : the beginnings of a transition.